# Comuna Boromlea, Trosteaneț
Boromlea (în ucraineană Боромля) este o comună în raionul Trosteaneț, regiunea Sumî, Ucraina, formată din satele Boromlea (reședința), Mozkove, Novhorodske, Parhomivka, Perșotravneve, Șevcenkiv Hai și Vovkiv.

## Demografie
Componența lingvistică a comunei Boromlea
     Ucraineană (94,97%)
     Rusă (4,74%)
     Alte limbi (0,18%)
Conform recensământului din 2001, majoritatea populației comunei Boromlea era vorbitoare de ucraineană (94,97%), existând în minoritate și vorbitori de rusă (4,74%).